# Anatella prominens
Anatella prominens är en tvåvingeart som beskrevs av Mitsuhiro Sasakawa och Kunihiro Ishizaki 2003. Anatella prominens ingår i släktet Anatella och familjen svampmyggor. Inga underarter finns listade i Catalogue of Life.